# Zborul 11 al American Airlines

Ruta de la Boston la New York City a zborului 11

Zborul 11 al American Airlines a fost zborul zilnic transcontinental de dimineață ce lega aeroportul internațional Logan din Boston, Massachusetts de aeroportul internațional din Los Angeles,California. Pe data de 11 septembrie 2001, aeronava care zbura pe acest traseu (un Boeing 767-223ER) a fost deturnat de cinci teroriști al-Qaeda și s-a prăbușit în Turnul de Nord al World Trade Center din New York, ca parte a atacurilor din 11 septembrie.
În cincisprezece minute ale zborului, teroriștii au atacat cel puțin trei oameni, au intrat forțat în cabina de pilotaj și au preluat comanda asupra pilotului și ofițerului. Mohamed Atta, unul dintre membrii al-Qaeda, care era antrenat ca pilot, a preluat controlul avionului. Controlorii de trafic au realizat că ceva nu era în regulă când echipajul a încetat să le răspundă. Au realizat că zborul a fost deturnat când Atta a transmis din greșeală un mesaj destinat pasagerilor, controlorilor de trafic aerian. La bordul avionului,Amy Sweeney și Betty Ong au contactat liniile aeriene americane și le-au dat informații despre teroriști și despre rănile provocate pasagerilor și echipajului.

Aeronava s-a prăbușit în Turnul de Nord al World Trade Center la 8:46, ora locală; impactul a omorât 92 de pasageri ai avionului, inclusiv teroriștii, plus un număr neconfirmat de oameni care se aflau în zona de impact a clădirii. Mulți oameni care erau pe străzi au fost martori ai coliziunii, iar frații Naudet au și filmat, la fel ca Pavel Hlava care împreună cu un reporter de știri numit Mark Burnback de la canalul Fox 8. Wolfgang Staehle avea o cameră web care a capturat impactul într-o serie de fotografii. Înainte ca actul de terorism să fie confirmat, știrile au început să raporteze accidentul și au speculat că a fost doar un incident.Impactul și focul ulterior au cauzat prăbușirea Turnului de Nord, care a dus la mii de victime suplimentare. În timpul efortului de recuperare de la situl World Trade Center, muncitorii au recuperat și identificat zeci de victime rămase de la zborul 11 dar multe alte fragmente ale cadavrelor au rămas neidentificate. 

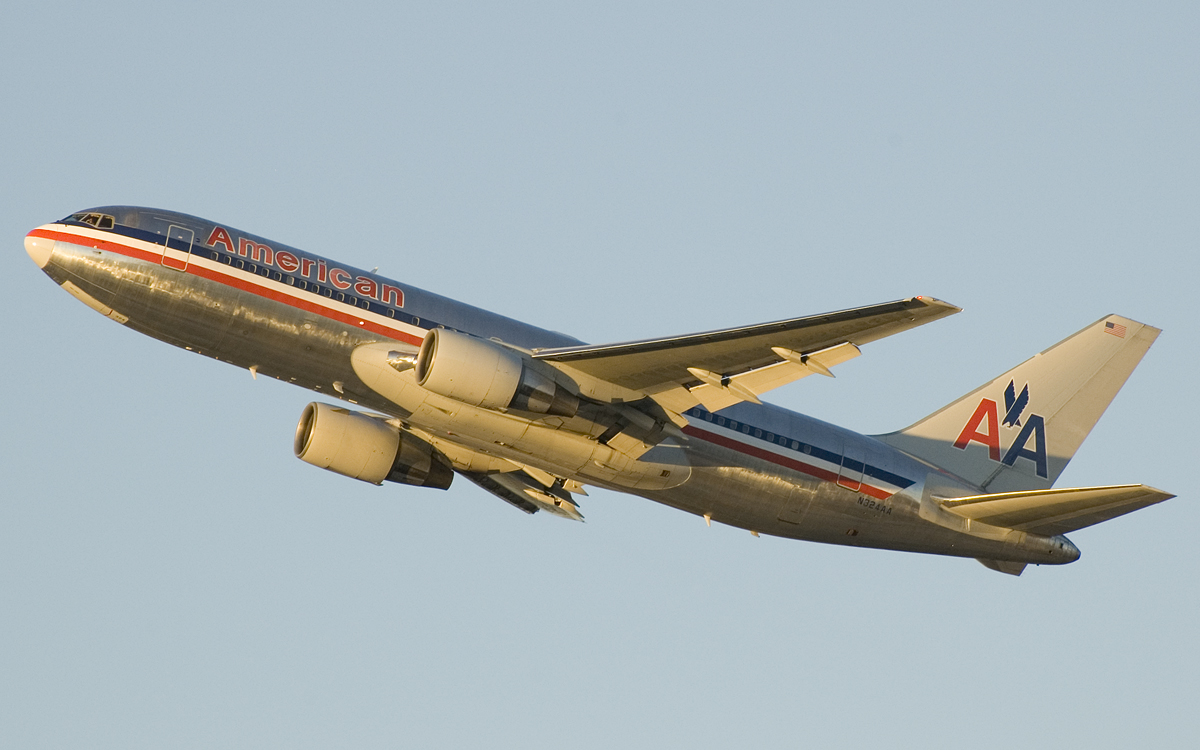
American Airlines 767-200ER

## Zborul
Aparatul de zbor 11 al America Airlines era un Boeing 767-223ER, livrat în 1987, numărul de înregistrare: N334AA. Capacitatea aeronavei era de 158 de pasageri, dar în 11 septembrie  zborul a dus doar 81 de pasageri și încă 11 membrii ai echipajului. Avionul avea 158 de locuri (9 locuri la clasa intai, 30 la clasa business). Cu toate acestea, era o sarcină ușoară cu o capacitate de 51%, capacitatea sarcinii limită pentru zborul 11, in diminețile de marți, a fost 39% în lunile anterioare zilei de 11 Septembrie. Printre cei 11 membrii se afla și pilotul John Ogonowski, ofițerul Thomas McGuinness și alți însoțitori precum Barbara Arestegui, Jeffrey Collman, Sara Low, Karen Martin, Kathleen Nicosia, Betty Ong, Jean Roger, Dianne Snyder și Madeline Sweeney. 
Dintre toți aceștia, 92 de persoane de la bord au fost ucise.. David Angell (creatorul și producatorul executiv al televiziunii Frasier) și soția lui, împreună cu actrița Berry Berenson, erau printre pasagerii omorâți. Într-o tristă coincidență, episodul Frasier, intitulat "Odd Man Out" care a fost premiat cu mai mult de 4 ani înainte, se referea la "Zborul 11 al American Airlines".
Creatorul serialului Family Guy, Seth MacFarlane a fost programat pentru a participa la zbor, dar a ajuns târziu la aeroport. Cântărețul Jimmy Demers care tocmai cântase imnul național pentru turneul US Open (tenis), în New York și a fost de asemenea programat să zboare din Boston, dar l-a anulat când sosirea lui în Boston, de la New York a fost întârziată.

### Îmbarcarea
Mohamed Atta, șeful atacurilor, și un prieten terorist, Abdulaziz al-Omar, au ajuns la jetportul internațional din Portland la 05:41 ora estică standard în 11 septembrie 2001. S-au îmbarcat în zborul 5930 al Colgan Air, care a fost programat să decolezele 06:00 din Portland, Maine și să zboare la Boston, Massachusetts. Amândoi teroriștii au avut bilete la clasa întâi cu o escală la Los Angeles; Atta a reportat două valize, Omari nici una. Când trecut prin punctul de verificare al bagajelor, Computer Assisted Passenger Prescreening System (CAPPS) l-a selectat pe Atta pentru o verificare mai amănunțită, dar s-a îmbarcat fără incidente.Zborul de la Portland a decolat la timp și a ajuns în Boston la 06:45. Alți trei teroriști, Waleed al-Shehri, Wail al-Shehri, și Satam al-Suqami, au ajuns la aeroportul Logan la 06:45, lăsându-și mașina închiriată în parcarea aeroportului. La 06:52, Marwan al-Shehhi, pilotul terorist al zborului 175 al United Airlines, a sunat de pe un telefon public pe telefonul mobil al lui Atta care se afla în aeroportul Logan.
Având în vedere că nu aveau bilete pentru zborul 11, Atta și Omari au trecut pe la verificarea de securitate din Boston. În îmbarcarea grăbită după zborul din Portland, officialii liniilor aeriene nu au îmbarcat bagajele lui Atta în zborul 11. Suqami, Wail al-Shehri, și Waleed al-Shehri de asenmenea s-au îmbarcat în zborul din Boston. Wail al-Shehri și Suqami au raportat fiecare cate un bagaj; Waleed al-Shehri nu a raportat nici un bagaj. CAPPS i-a selectat pe toți trei pentru o verificare mai detaliată a bagajelor. Cum afișarea sistemului CAPPS' era doar pentru bagaje, cei trei nu au fost verificați pentru o extrasecuritate la punctul de verificare al pasagerilor.
Până la 07:40, toți cei cinci teroriști erau la îmbarcați, decolarea era programată la 07:45. Mohamed Atta a stat la clasa business pe locul 8D împreună cu Abdulaziz al-Omari care stătea pe locul 8G și Suqami pe 10B. Waleed al-Shehri și Wail al-Shehri stăteau la clasa întâi pe locurile 2B și 2A. Aeronava a plecat de la poarta B32 și a decolat de la aeroprtul internațional Logan la 07:59 de pe pista 4R cu 14 minute întârziere.

### Deturnarea
Comisia 9/11 a estimat că deturnarea a început la 08:14, când piloții s-au oprit a răspunde la cererile centrului de control a traficului aerian din Boston, Boston Air Route Traffic Control Center(Boston ARTCC). Se crede că Waleed Al Shehri și-a făcut prima mișcare. La 08:13:29, cât timp aeronava trecea cu 26000 feet (7900 m) peste Massachusetts, piloții au răspuns unui apel de la Boston ARTCC, să se intoarcă 20 de grade la dreapta. La 08:13:47, Boston ARTCC le-a spus piloților să urce la o altitudine de croazieră de 35.000 de feet (11.000m) dar nu au primit niciun răspuns.La 08:16, aeronava s-a stabilit la 29.000 de feet și la scurt timp după aceea a deviat de la traiectoria programată. Boston ARTCC a făcut multiple încercări pentru a vorbii cu Zborul 11 dar nu le-a răspuns nimeni, iar la 08:21, zborul s-a oprit din a transmite semnalul.
Potrivit însoțitorilor de zbor Madeline Sweeney și Betty Ong, care au contactat Liniile Americane în timpul deturnării, teroriștii au înjunghiat însoțitorii de zbor Karen Martin și Barbară Arestegui și i-au tăiat gâtul pasagerului Daniel Lewin. Lewin, un antreprenor de internet, a servit ca ofițer în elita Sayeret Matkal, unitate specială a operațiunilor militare israeliene. Lewin a fost așezat în 9B , și Suqami a fost exact în spatele lui , în 10B. Comisia 9/11 a sugerat că Suqami l-ar fi înjunghiat și ucis pe Lewin, după ce a încercat să oprească deturnarea. În timpul unui apel de patru minute la centrul de operațiuni American Airlines,Ong a furnizat informații cu privire la lipsa de comunicare cu cabina de pilotaj, lipsa de acces la cabina de pilotaj, și leziuni ale pasagerilor. Ea a oferit locațiile scaunelor teroriștilor, care mai târziu a ajutat anchetatori să determine identitatea lor. La 08:23:38, Atta a încercat să facă un anunț către pasageri, dar a apăsat butonul greșit și a trimis mesajul la Boston ARTCC. Controlorii traficului aerian au auzit anunțul de la Atta: "Avem niște avioane, doar stați în liniște și veți fi bine. Ne întoarcem spre aeroport." La 08:24:56, el a anunțat: "Să nu miște nimeni. Totul va fi bine. Dacă încercați să faceți orice fel de mișcare, vă veți pune în pericol pe dumneavoastră și avionul. Doar stați liniștiți." Precum mai devreme, Atta credea că vorbea doar cu pasagerii, dar vocea lui era înregistrată și de controlorii liniilor de zbor. După transmisia și inabilitatea de a contacta avionul, controlorii traficului aerian au realizat că zborul a fost deturnat. La 08:26, avionul s-a întors spre sud. La 08:32, Administrația Federală a Aviației, centrul de comandă din Herdon, Virginia, a notificat sediul FAA.
La 08:33:59, Atta a anunțat: " Nimeni să nu miște vă rog, mergem înapoi spre aeroport, nu încercați să faceți nici o mișcare". La 08:37:08, piloții unității de zbor 175, au verificat locația Zborului 11 și poziția acestuia. Boston ARTCC au ocolit protocoalele standard și au contactat direct North American Aerospace Defense Command(NORAD) Northeast Air Defense Sector(NEADS), în Rome, New York. NEADS au chemat două avioane de vânătoare F-15 la Otis Air Force Base în Bourne, Massachusetts, pentru a intercepta. Oficialii de la Otis au pierdut câteva minute pentru obținerea autorizației pentru decolarea luptătorilor. Atta a completat ultimele întoarceri față de Manhattan la 08:43. Ordinul pentru a expedia luptătorii de la Otis a fost dat la 08:46, iar 15s F a decolat la 08:53. Până în acel moment, American Airlines Flight 11 s-a prăbușit în Turnul de Nord al World Trade Center. Pentru deturnarea a patru aeronave pe 9/11, nouă minute de notificare prealabilă cu privire la deturnarea Zborului 11 a fost cel mai mult timp pe care NORAD trebuia să răspundă, înainte ca aeronavă să se prăbușească în țintă.

### Accidentul
La 08:46:40, Mohamed Atta a prăbușit în mod intenționat Zborul 11 al American Airlines în fațada de nord a Turnului de Nord (Turnul A 1) al World Trade Center. Aeronava zburând cu aproximativ 404 noduri (în jur de 466A mile pe oră (750 km/h)) și ducând 10,000 galoane americane (38,000 L) de kerosen, a lovit între etajele 93 și 99 ale Turnului de Nord. 
Martorii au văzut avionul zburând la altitudine joasă deasupra Manhattanului și au crezut că aeronava era în primejdie. Ofițerul de poliție al Autorității Portului, William Ross, a declarat: "Încercam să cercetez avionul, cât de aproape puteam, de fum, foc sau orice urmă de vapori. Nu se observa numic. Trenul de aterizare era lăsat și ușile de la "casa" trenului de aterizare erau închise. Avionul, așa cum am declarat, călătorea spre sud și se mișca cu viteză mare. Zbura drept și stabilizat. Pilotul nu părea să se lupte să mențină controlul aeronavei". Locotenentul William Walsh al FDNY ( care apare în filmul documentar 9/11) a fost și el martor: " Eram impresionați că aeronava arăta ca și cum s-ar prăbuși dar nu am auzit nicio dificultate mecanică. Nu ne puteam da seama de ce un avion al American Airlines ar fi așa de jos în centrul Manhattan-ului. Într-un fel ne așteptam să vireze și să se îndrepte spre râul Hudson. Dar el și-a crescut un pic altitudinea, s-a stabilizat, și se inbrepta direct spre Trade Center. Așa că doar înainte de a ajunge în Trade Center părea că câștiga putere. Noi doar priveam acest avion care aavea ca țintă World Trade Center. Deodată, boom! Dispare în Trade Center." 
Daunele cauzate Turnului de Nord au distrus orice mijloace de scăpare din zona impactului. Toate casele scării și lifturile de la etajul 92 în sus erau imposibil de trecut, blocând 1.344 de oameni. Conform Raportului Comisiei, sute de oameni au fost omorâți instantaneu de impact; restul au fost blocați și au murit din cauza focului și fumului ulterioare, din cauza iminentei dărâmări sau în unele cazuri după ce au sărit sau au căzut din clădire. Casele lifturilor au condus combustibilul avionului arzând prin întreaga clădire. Într-un sfârșit o casă a liftului a condus combustibil arzând în jos, expolodând la etajul 77, etajul 22 și la nivelul străzii pe West Side Lobby. 
Jules Naudet, un cameraman francez, și Pavel Hlava, un imigrant ceh, au filmat accidentul.O cameră web instalată de Wolfgang Staehle la o expozitie de artă din Brooklyn ca să facă poze Manhattan-ului la fiecare patru secunde a captat și imagini al Zborului 11 în timp ce se prabusea în Turnul de Nord. O cameră de știri a WNYW lăsată filmând pe pământ de asemenea a captat audio accidentul și audio urmările imedate. 
Organizații de știri au raportat la început o explozie sau un accident la World Trade Center. CNN a intervenit într-o reclamă la 08:49 cu titlu de pagină care spunea: "Dezastru la World Trade Center ". Carol Lin, care a fost prima la fața locului, cu informații despre atacuri spunea: 
"Da. Vă uitați la o filmare live evident tulburătoare. Acesta este World Trade Center, și avem zvonuri neconfirmate că un avion s-a prăbușit în unul din turnurile World Trade Center-ului. Centrul CNN începe chiar acum să lucreze la o poveste, evident sunând la sursa de la care avem informații și încearcă să-și dea seama exact ce s-a întâmplat, dar cu siguranță ceva relativ devastator s-a întâmplat în această dimineață aici, în capătul de sud a insulei Manhattan. Acesta e încă o data, o imagine a unui turn al World Trade Center." 
Mai târziu, în timpul unui apel telefonic în direct din biroul lui de la CNN New York, vicepreședintele de finanțe al CNN Sean Murtagh a reportat că o mare aeronavă comercială de pasageri a lovit World Trade Center. În cele din urmă toate canalele de televiziune au întrerupt programul normal, cu știri despre accident. Președintele George W. Bush sosea la [[Școala Elementară Emma E. Booker din Sarasota, Florida. Raporturile inițiae de știri au speculat că ciocnirea a fost un incident până când Zborul 175 al United Airlines, un alt zbor de legătură din Los Angeles, un Boeing 767 s-a prăbușit în Turnul de Sud în jur de oră 09:03.

## Urmarile

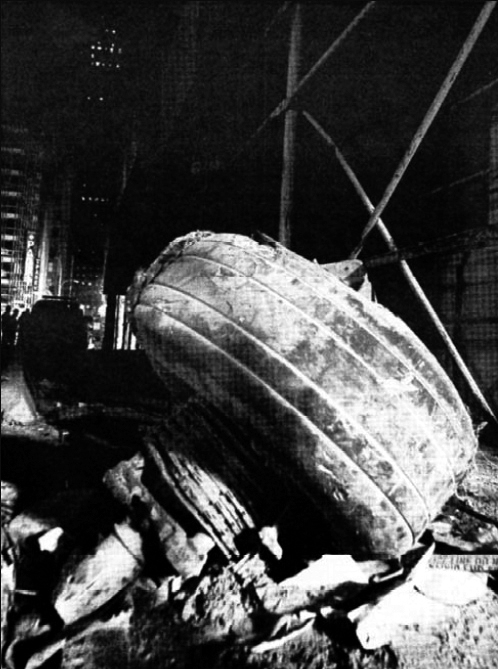
Trenul de aterizare de la Zborul 11, găsit pe una din străzile New York-ului

După accident, Turnul de Nord a ars și s-a prăbușit. Desi impactul structural în sine a cauzat pagube mari, focul cauzat de combustibilul jetului a fost acuzat pentru eșecul structural al turnului. În plus, pe langă oamenii din aeronava și din cladire , sute de pompieri au murit de asemenea, când turnul s-a prăbușit. Cantor Fitzgerald L.P. o bancă de investiții la etajele 101-105 ale World Trade Center One, a pierdut 658 de angajați, considerabil mai mult decât orice alt angajator.
Pompierii de la World Trade Center au început să descopere fragmente ale victimelor din Zborul 11. Unii au găsit corpuri legate de scaunele avionului și i-au descoperit corpul unui însoțitor de zbor, cu mâinile legate și au sugerat faptul că probabil teroriștii au folosit cătușe de plastic. În decurs de un an, examinatorii medicali au identificat rămășițele a 33 de victime care au fost la bordul Zborului 11. Au identificat alte două victime ale Zborului 11, inclusiv însoțitorul de zbor Karen Martin, după ce fragmente de corp i-au fost descoperite lângă Ground Zero, în 2006. În aprilie 2007, examinatorii, folosind tehnologia ADN-ului, au identificat o altă victimă a Zborului 11. Rămășițele a doi teroriști, de la zborul 11 au fost de asemenea identificate și eliminate de la Memorial Park din Manhattan. Rămășițele altor teroriști nu au fost identificate și sunt ingropate cu celelalte rămășițe rămase neidentificate.
Pașaportul lui Suqami a supraviețuit accidentului și a aterizat pe stradă de mai jos. Pașaportul, înmuiat în combustibilul de la avion, a fost luat din stradă de un trecător, care l-a dus la departamentul poliției din New York, nu cu mult înainte de prăbușirea Turnului de Sud. Investigatorii au adus bagajele lui Mohames Atta, care nu au fost încărcate în zbor. În bagajele lui Atta au găsit pașaportul lui Omari și carnetul de conducere al acetuia, o videocasetă pentru un simulator de zbor al unui Boeing 757, un cuțit pliant, și un spray cu piper. Într-o înregistrare găsită cu câteva luni mai târziu, în Afganistan, liderul al Qaeda, Osama bin Laden, și-a asumat răspunderea pentru atac. Atacul de la World Trade Center a depășit chiar și așteptările lui Bin Laden: el se aștepta ca doar etajele de de-asupra,unde avionul lovise să se prabușească. Înregistrarea de zbor pentru Zborul 11 și 175 nu au fost găsite.
După atacuri,numărul de zbor pentru zborurile cu aceeași rută,cu decolare în același timp,a fost schimbat la American Airlines Flight 25.Aceste zboruri folosesc acum un Boeing 757 și un Boeing 737 ,în locul unui Boeing 767. Un steag american este ridicat pe podul jet al porții B32, din care Zborul 11 a părăsit aeroportul Logan.